# Carlos Barbero
Carlos Barbero Cuesta (* 29. April 1991 in Burgos) ist ein ehemaliger spanischer Radrennfahrer, der im Straßenradsport aktiv war.

## Sportliche Laufbahn
Barbero fuhr ab 2012 für Orbea Continental, welches später unter dem Namen Euskadi fuhr. Im Jahr 2013 errang er bei einer Etappe der Ronde de l’Isard seinen ersten Erfolg bei einem Wettbewerb des internationalen Kalenders. Im folgenden Jahr gewann er mit der Gesamtwertung der Volta ao Alentejo sein erstes internationales Etappenrennen und mit dem Circuito de Getxo sein erstes internationales Eintagesrennen.
2015 wechselte Barbero zu dem Professional Continental Team Caja Rural-Seguros RGA, für das er fünf internationale Wettbewerbe gewann.
In den Jahren 2017 bis 2019 fuhr Barbero für das UCI WorldTeam Movistar, bei dem er im ersten Jahr seine Siege der Volta ao Alentejo und dem Circuito de Getxo wiederholte. Er gewann für diese Mannschaft sechs weitere internationale Rennen.
Bis zu seinem Karriereende nach der Saison 2022 gelangen Barbero keine weiteren Siege.

## Erfolge
2013
- eine Etappe Ronde de l’Isard

2014
- Gesamtwertung Volta ao Alentejo
- Circuito de Getxo

2015
- zwei Etappen Tour de Beauce
- Philly Cycling Classic
- eine Etappe Vuelta a la Comunidad de Madrid
- eine Etappe Vuelta a Burgos

2017
- Gesamtwertung Volta ao Alentejo
- eine Etappe Vuelta a la Comunidad de Madrid
- eine Etappe Vuelta a Castilla y León
- Circuito de Getxo
- eine Etappe Vuelta a Burgos

2018
- eine Etappe Vuelta a la Comunidad de Madrid
- eine Etappe Vuelta a Castilla y León
- eine Etappe Vuelta a Burgos

2019
- eine Etappe Österreich-Rundfahrt

## Grand-Tour-Platzierungen
| Grand Tour            | 2015 | 2016 | 2017 | 2018 | 2019 | 2020 | 2021 | 2022 |
| --------------------- | ---- | ---- | ---- | ---- | ---- | ---- | ---- | ---- |
| Giro d’ItaliaGiro     | –    | –    | –    | –    | –    | –    | –    | –    |
| Tour de FranceTour    | –    | –    | –    | –    | –    | –    | 124  | –    |
| Vuelta a EspañaVuelta | 149  | –    | –    | –    | –    | 107  | –    | –    |